# ماكس كينغ (لاعب دوري الرغبي)
ماكس كينغ (بالإنجليزية: Max King)‏ هو لاعب دوري الرغبي أسترالي، ولد في 4 مايو 1997.